# چارلز وسه
چارلز وسه (انگلیسی: Charles Vess؛ زادهٔ ۱۰ ژوئن ۱۹۵۱ یک هنرمند فانتزی و کمیک آمریکایی است، که در تصویرسازی اسطوره ها و افسانه ها تخصص دارد. از جمله تأثیرات او می توان به آرتور راکهام، تصویرگر کتاب بریتانیایی «عصر طلایی»، آلفونس موچا، نقاش آرت نوو چک، و هال فاستر، هنرمند کمیک استریپ، اشاره کرد. هنرمند، و تصویرگر اهل ایالات متحده آمریکا است. او همچنین برنده جوایزی مانند جایزه آیزنر شده‌ است.